# Tall Duwajm
Tall Duwajm – wieś w Syrii, w muhafazie Al-Hasaka. W 2004 roku liczyła 1078 mieszkańców.